# ياسني
ياسني (بالروسية: Ясный) هي إحدى مدن روسيا في الكيان الفدرالي الروسي أورنبرغ أوبلاست.